# Ostrivsk, Zaricine
Ostrivsk (în ucraineană Острівськ) este un sat în comuna Kuhitska Volea din raionul Zaricine, regiunea Rivne, Ucraina.

## Demografie
Componența lingvistică a localității Ostrivsk
     Ucraineană (99,21%)
     Alte limbi (0,79%)
Conform recensământului din 2001, majoritatea populației localității Ostrivsk era vorbitoare de ucraineană (99,21%), existând în minoritate și vorbitori de alte limbi.